# LMS Oyster 1805
Die Güterwagenbaureihe Oyster nach Musterblatt 1805 war ein zweiachsiger Bremserwagen mit Schotterpflug und wurde 1932 von der London, Midland and Scottish Railway (LMS) konstruiert.

## Geschichte
Zum Neuschottern von Gleisen benutzte man zum einen Trichterwagen, die den neuen Schotter zur Gleisbaustelle brachten und dort auf die Schwellen fallen ließen, und zum anderen einen Schotterpflug, der den losen Schotter anschließend im Gleisbereich verteilte.
Da damals die meist ungebremsten Trichterwagen bei der Zuführung zur Gleisbaustelle einen Bremserwagen benötigten und der Schotterpflug beim Neuschottern hinter den Trichterwagen laufen musste, kombinierte man Schotterpflüge und Bremserwagen. Die LMS konstruierte ein solches Fahrzeug und ließ 1932 neun Exemplare bei der Cravens Railway Carriage and Wagon Company bauen. Die beidseitig angebrachten Pflüge waren so geformt, dass sie bis unter Schienenoberkante abgesenkt werden konnten, wofür sie für die beiden Schienen Aussparungen besaßen. Die Pflüge waren mittels eines Handrads höhenverstellbar. Auf Überführungsfahrten und in Weichenbereichen wurden die Pflüge hochgekurbelt.
Der Wagen Nr. 197266 ist als einziger erhalten und seit Frühjahr 2022 bei der Museumsbahn Embsay and Bolton Abbey Steam Railway im Einsatz.

## Weiterentwicklungen
1934 entstand ein fast identischer Wagen mit der Nummer 748700 nach Musterblatt 2025. Der Hauptunterschied waren die um 7,5 cm weiter herausragenden beidseitigen Erkerfenster. Dieser Wagen wurde bei R. Y. Pickering and Co. in Auftrag gegeben. Basierend auf dieser Bauart entstanden ab 1950 bei British Railways ähnliche Fahrzeuge mit der Typenbezeichnung Shark.